# Оксна
Оксна (бел. Оксна) — река в Сморгонском районе Гродненской области Белоруссии, левый приток реки Вилии. Длина 20 км. Водосбор 104 км². Средний наклон водной поверхности 4,8 ‰
Исток реки находится у деревни Коммунарка в 12 км к юго-западу от центра Сморгони. Генеральное направление течения — северо-восток.
Верховья реки находится на Ошмянской возвышенности, с неё Оксна спускается в долину Вилии. Долина реки плотно заселена, река протекает деревни Коммунарка, Большая Мысса, Голешонки, Светоч, Свиридовичи. За Свиридовичами втекает на территорию города Сморгонь, протекает его весь в направлении с юга на север. В черте Сморгони принимает слева крупнейший приток — Гервятку. В Сморгони на Оксне образованы две запруды.
Двумя километрами ниже Сморгони река впадает в Вилию у деревни Перевозы.